# Актоган (Аксуський район)
Актога́н (каз. Ақтоған) — село у складі Аксуського району Жетисуської області Казахстану. Входить до складу Кизилагаського сільського округу.
Населення — 487 осіб (2021; 481 у 2009, 483 у 1999, 842 у 1989).

## Історія
У радянські часи село називалось Отділення № 3 конезавода Кизилагаський, до 2010 року — Зарічне.